# Модель скульптора
«Модель скульптора» — картина британского художника Лоуренса Альма-Тадемы, написанная в 1877 году. На полотне изображена голая модель, которая стоит на деревянном возвышении лицом к зрителю. Картина стала смелым экспериментом, поскольку в рамках викторианской живописи было принято рисовать обнажёнными только античных богинь, тогда как Альма-Тадема изобразил в натуральную величину реальную женщину.
Один из искусствоведов Р. Барроу полагал, что «Модель скульптора» стала ответом Альма-Тадемы критикам, упрекавшим его женские фигуры в «отсутствии грациозности». Картина вызвала скандал, причём по её поводу гневно высказывались даже представители британского духовенства. Альма-Тадема учёл этот опыт и в дальнейшем рисовал обнажённых женщин только в заведомо античных интерьерах — в частности, в римских банях.
«Модель скульптора» хранится в частном собрании.